# East Pasadena
East Pasadena ist ein Ort (census-designated place) im San Gabriel Valley im Los Angeles County.

## Lage
East Pasadena liegt, wie der Name schon sagt, im Osten von Pasadena und ist Teil des Großraums Los Angeles. East Pasadena grenzt im Westen an San Marino und San Pasqual, im Westen und Norden liegt Pasadena, im Osten ist Arcadia und im Süden, südlich des Huntington Drive, das Gebiet von East San Gabriel. Das Gebiet des Ortes umfasst 19,32 Quadratkilometer.

## Verkehr
Im Norden ist East Pasadena an die Interstate 210 (Foothills Freeway) angeschlossen.

## Bevölkerung
Laut der Volkszählung 2020 leben in East Pasadena 6021 Personen. Hiervon bezeichneten sich 2174 als Latino oder Hispanics, 1950 als asiatisch und 1809 als weiß. Das Medianeinkommen beträgt 105.714 Dollar per Anno.